# Oxapampeus
Oxapampeus is een geslacht van hooiwagens uit de familie Gonyleptidae.
De wetenschappelijke naam Oxapampeus is voor het eerst geldig gepubliceerd door Roewer in 1963. 

## Soorten
Oxapampeus is monotypisch en omvat slechts de volgende soort:
- Oxapampeus weyrauchi